# Жеркув (Нижньосілезьке воєводство)
Жеркув (пол. Żerków) — село в Польщі, у гміні Бжег-Дольний Воловського повіту Нижньосілезького воєводства.
Населення — 130 осіб (2011).
У 1975-1998 роках село належало до Вроцлавського воєводства.

## Демографія
Демографічна структура станом на 31 березня 2011 року:
|          | Загалом | Допрацездатний вік | Працездатний вік | Постпрацездатний вік |
| -------- | ------- | ------------------ | ---------------- | -------------------- |
| Чоловіки | 74      | 14                 | 50               | 10                   |
| Жінки    | 56      | 8                  | 35               | 13                   |
| Разом    | 130     | 22                 | 85               | 23                   |